# Winter’s Bone – A hallgatás törvénye
A Winter’s Bone – A hallgatás törvénye (eredeti cím: Winter’s Bone) egy 2010-es amerikai misztikus filmdráma Debra Garnik rendezésében. A film az azonos című regény alapján készült, amelyet Daniel Woodrell írt. A főszerepben Jennifer Lawrence és John Hawkes.
A produkció premierje a Sundance Filmfesztiválon volt 2010 januárjában, ahol elnyerte a zsűri nagydíját. A mozikban 2010 júliusától kezdték vetíteni szélesebb körben az Egyesült Államokban, Magyarországon 2011 májusától volt látható a mozivásznon. A
művet négy Oscar-díjra, egy Golden Globe-díjra és két Screen Actors Guild-díjra jelölték.

## Cselekmény
Ree Dolly maga gondoskodik családjáról: a depressziós édesanyjáról és két kisebb testvéréről. Az édesapját, Jessupot nem látták, mióta a rendőrök letartóztatták kábítószer termesztésért. A Dolly család azonban hamarosan megtudja, hogy Jessupot óvadék ellenében szabadlábra helyezték. Baskin seriff figyelmezteti a Dollykat, hogyha Jessup nem jelenik meg a bíróság következő tárgyalásán, elveszítik a házukat, ugyanis Jessup azt nevezte meg biztosítéknak.
Ree felkerekedik, hogy megkeresse az apját, kezdve a kutatást a nagybátyjánál, Könnycseppnél. A család kábítószeres ügyletei miatt gyorsan lebeszélik arról, hogy tovább kutakodjon, főleg a helyi bűnöző banda feje, a szintúgy rokonnak számító Merab Milton. Az ingatlanügynök azonban megjelenik, miután nem sikerült az apát előkeríteni. A házat újak fogják belakni, hacsak Ree nem tudja bebizonyítani, hogy az apja távolmaradásának oka a halála volt. Ree újra útnak indulva ismét beszélni próbál Miltonnal, de ott ezúttal keményebb kézzel bánnak vele.
Milton nővérei agyonverik Ree-t, és Könnycsepp avatkozik közbe, megígérve a nővéreknek, hogy Ree nem fog további bajt okozni. Könnycsepp elárulja a lánynak, hogy az apja valószínűleg feladott volna más kábítószereseket, ezért valaki eltette láb alól. Megígérteti Ree-vel, ha rájönne, hogy ki volt az, azt el kell hallgatnia Könnycsepp elől. Ree, hogy pénzt szerezzen, jelentkezik a hadseregbe önkéntesnek, de mivel még tizenhétévesen kiskorúnak számít, szüksége lenne a szülők engedélyére. Könnycsepp és Ree megtalálják azt a három férfit, akivel Jessupot utoljára együtt látták. A kérdéseikre azonban csak fenyegető válaszokat kapnak, ezért Könnycsepp összezúzza a kocsijuk szélvédőjét.
Miltonék hallva, hogy Ree még mindig az apját keresi, felajánlják, hogy elviszik őt apuka csontjaihoz, csakhogy megelőzzék a további szimatolását. Ree beleegyezik, és este zsákkal a fején Miltonék egy tóra viszik, ahol beültetik egy csónakba. Az édesapja holtteste a víz alatt van, Ree-nek a vízbe kell nyúlnia, hogy Miltonék lefűrészelhessék a holttest egyik kezét, hogy Ree bizonyítékot szolgáltathasson. Ree odaadja a kezet a seriffnek, azt állítva, hogy valaki a tornácukon hagyta.
Az ingatlanügynök a családnak adja az óvadék egy kifizetett részét, Ree pedig Könnycseppnek akarja adni az apja bendzsóját. Könnycsepp elutasítja, és inkább megkéri a lányt, hogy vigyázzon rá addig, amíg visszatér, és elárulja Ree-nek, most már rájött, hogy ki lehetett a gyilkos. Könnycsepp elmegy, és a történet ezzel nyitva marad, hogy vajon bosszút állt-e Ree apjáért. A három Dolly gyermek a tornácon ücsörög, Ree megígéri testvéreinek, hogy sosem hagyja el őket, a kishúga pedig játszani kezd a bendzsón.

## Szereplők
| Színész           | Szerep        | Magyar hangja     |
| ----------------- | ------------- | ----------------- |
| Jennifer Lawrence | Ree           | Nagy Katica       |
| John Hawkes       | Könnycsepp    | Végh Péter        |
| Kevin Breznahan   | Arthur        | Koncz István      |
| Dale Dickey       | Merab         | Farkasinszky Edit |
| Garret Dillahunt  | Baskin seriff | Takátsy Péter     |
| Sheryl Lee        | April         | n.a               |
| Lauren Sweetser   | Gail          | n.a               |
| Tate Taylor       | Satterfield   | Turi Bálint       |

további magyar hangok: Bánfalvi Eszter, Császár András, Földes Eszter, Jelinek Éva, Kajtár Róbert, Kiss Eszter, Kovács Lehel, Réti Szilvia, Sarádi Zsolt, Simon Eszter és Szabó Gertrúd

## Fontosabb díjak és jelölések
| Díj                              | Kategória                                  | Eredmény |
| -------------------------------- | ------------------------------------------ | -------- |
| Oscar-díj                        | Legjobb film                               | Jelölve  |
| Oscar-díj                        | Legjobb női főszereplő (Jennifer Lawrence) | Jelölve  |
| Oscar-díj                        | Legjobb férfi mellékszereplő (John Hawkes) | Jelölve  |
| Oscar-díj                        | Legjobb adaptált forgatókönyv              | Jelölve  |
| Golden Globe-díj                 | Legjobb női főszereplő (Jennifer Lawrence) | Jelölve  |
| Screen Actors Guild-díj          | Legjobb női főszereplő (Jennifer Lawrence) | Jelölve  |
| Screen Actors Guild-díj          | Legjobb férfi mellékszereplő (John Hawkes) | Jelölve  |
| Berlini Nemzetközi Filmfesztivál | CICAE díj                                  | Elnyerte |
| Sundance Filmfesztivál           | zsűri nagydíja                             | Elnyerte |
| Sundance Filmfesztivál           | Waldo Salt-díj a legjobb forgatókönyvnek   | Elnyerte |